# 보령 성주사지
보령 성주사지(保寧 聖住寺址)는 대한민국 충청남도 보령시 성주면에 있는 백제 시대의 절터이다. 1984년 8월 13일 사적 제307호로 지정되었다.
많은 소조불 파편과 백제, 신라 시대의 기와 등 여러 유물이 발굴되었다. 임진왜란 때 불타버려 현재는 절터 만이 남아 있다. 절의 중창자인 낭혜가 입적한 뒤 그의 업적을 기리기 위하여 세운 낭혜화상백월보광탑비(국보 제8호)와 중앙 3층 석탑, 동·서 3층 석탑, 석등 등의 유물이 남아 있다.

## 개요
성주사는 백제 시대에 오합사라는 이름으로 세워진 절로 전사한 영령들을 위로하기 위한 국가 차원의 호국사찰이었다. 백제 멸망 후 폐허가 되었다가 통일 신라 시대 당나라에서 선종 불교를 공부하고 돌아온 무염대사가 머무르면서 다시 크게 일으켰고 신라 문성왕이 성주사라고 이름을 바꾸었다.
통일신라 말기에 유행한 선종은 어려운 불경을 모르더라도 수양을 잘하기만 하면 마음속에 있는 불성을 깨달을 수 있다고 하는 불교 종파이다. 그리하여 많은 백성의 지지를 받아 크게 유행하였고, 선종 불교의 큰 중심지 절이 전국에 9개가 세워졌는데, 이를 9산선문이라고 한다. 이 전국 9산선문 중의 하나가 성주산문이며 그 중심지가 성주사이다. 특히 성주산문은 9산선문 중에서도 가장 규모가 컸고 많은 승려를 배출한 최대의 산문이었으며, 무염대사는 당시 최고의 선종 승려였다.
성주사는 조선 시대에 임진왜란을 겪으며 쇠퇴하다가 17세기말 폐사되었고, 지금은 그 터와 많은 유물이 남아 있어 옛 성주사의 모습을 짐작하게 한다. 발굴 조사 결과 중문-석등-5층석탑-금당의 불대좌-강당으로 이어지는 1탑 1금당 가람 배치에, 오른쪽은 삼천불전지, 외쪽은 다른 불전지의 평면 구성을 하고 있다.
이 터에는 국보 제8호인 대낭혜화상 백원보광탑비를 비롯하여 통일 신라 시대 석탑 양식을 충실히 반영한 1개의 5층 석탑과 3개의 3층 석탑이 남아 있다.

## 발굴 조사
성주사지는 1991년부터 1996년까지 6차례에 걸쳐 발굴조사되었다. 금당터, 삼천불전터, 회랑터, 중문터가 발견되었다. 발굴의 결과 중문, 탑, 금당은 남에서 북으로 배치되었고 일탑일금당의 가람배치를 했었다는 것을 알게 되었다.

## 관련 문화재

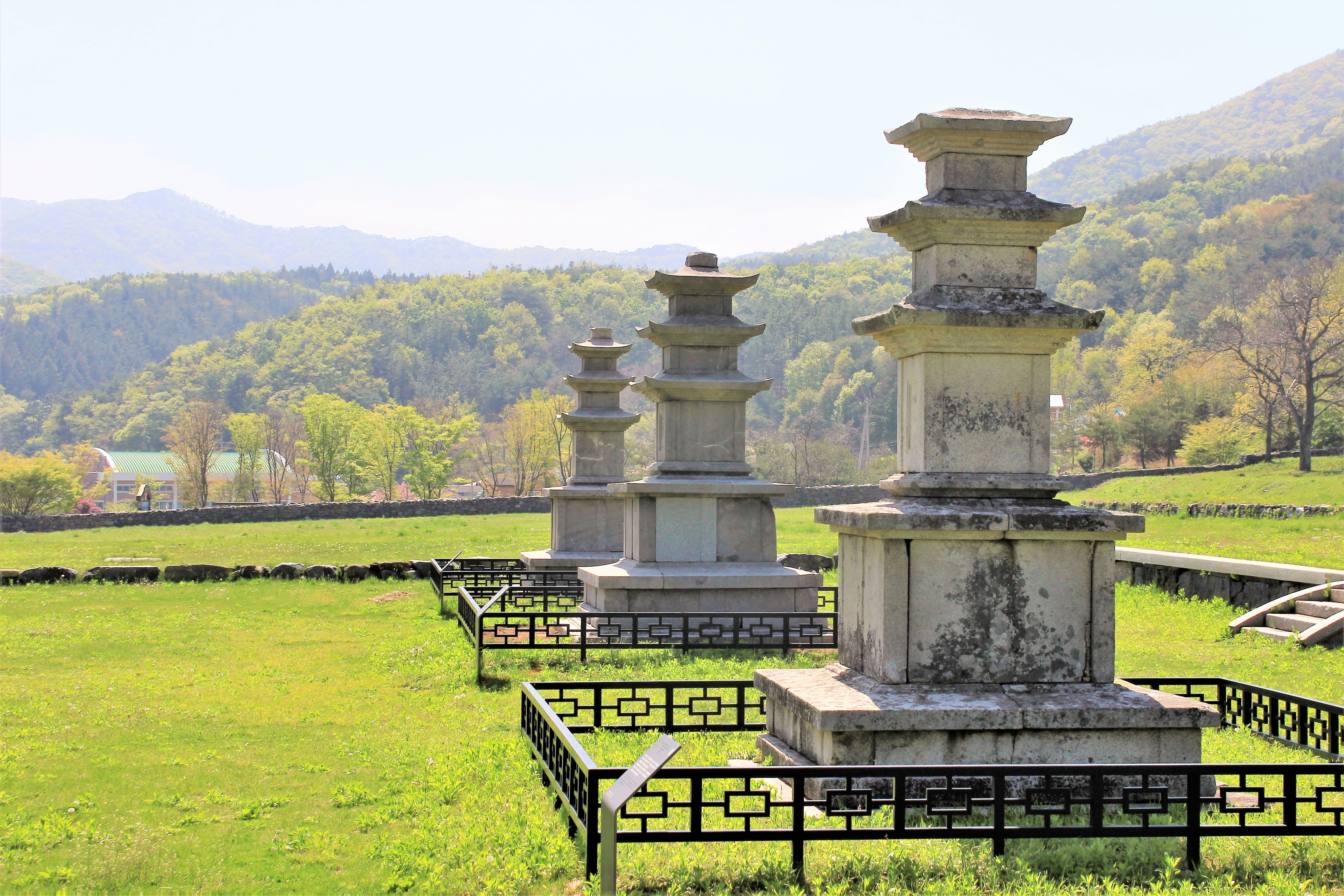
서, 중앙, 동 삼층석탑이 차례로 놓여있는 성주사지의 풍경

### 국보
- 제8호 - 보령 성주사지 낭혜화상탑비

### 보물
- 제19호 - 보령 성주사지 오층석탑
- 제20호 - 보령 성주사지 중앙 삼층석탑
- 제47호 - 보령 성주사지 서 삼층석탑
- 제2021호 - 보령 성주사지 동 삼층석탑

### 충청남도 유형문화재
- 제33호 - 보령 성주사지 석등

### 충청남도 문화재자료
- 제140호 - 보령 성주사지 석계단
- 제373호 - 보령 성주사지 석불입상

## 같이 보기
- 보령머드축제

## 참고 자료
- 보령 성주사지 - 국가유산청 국가유산포털
- 이 문서에는 다음커뮤니케이션(현 카카오)에서 GFDL 또는 CC-SA 라이선스로 배포한 글로벌 세계대백과사전의 내용을 기초로 작성된 글이 포함되어 있습니다.